# Přibyslav
Přibyslav (niem. Pribislau) – miasto w Czechach, w kraju Wysoczyna.
Według danych z 31 grudnia 2003 powierzchnia miasta wynosiła 3531 ha, a liczba jego mieszkańców 3965 osób.
W mieście jest stacja kolejowa Přibyslav.

## Demografia
| Rok             | 1970  | 1980  | 1991  | 2001  | 2003  | 2014  |
| --------------- | ----- | ----- | ----- | ----- | ----- | ----- |
| Liczba ludności | 3 893 | 4 049 | 4 028 | 3 982 | 3 965 | 4 002 |

Źródło: Czeski Urząd Statystyczny